# ベッツイ&クリス
ベッツイ&クリス（Betsy & Chris）は、日本で活動していた女性フォークデュオ。
ハワイ州出身のベッツイとアイダホ州出身のクリスにより構成される。
ベッツイの末尾の「イ」は大きな「イ」で表記。

## 概要・来歴
1969年にサウンズ・オブ・ヤング・ハワイのメンバーとして来日した際にスカウトされ、デビュー。青山音楽事務所に所属していた。
デビュー当初は日本語で歌っていたが、後には「子供たちよ」「夕暮れのふたり」といった英語詞の曲も発売した。
かつて日本ブリタニカの英語教材『Second steps in English』における『バラエティブック』で、歌のコーナー"Let's sing a song."を担当していた。

### メンバー
- ベッツイ （エリザベス・ヴァージニア・ワーグナー Elizabeth Virginia Wagner、のち Curtis）ボーカル　1952年9月4日（72歳）生まれ
  - 幼年期にトラップ・ファミリー合唱団の三女ヘートウィヒから指導を受ける[1]。「ベッツイ&クリス」として活動した後、様々な職業を経て、ハワイを拠点に再び歌手として活動[1]。
  - 2006年のNHK『思い出のメロディー』では娘のエマと「ベッツイ&エマ」として出演し、往年のヒット曲を歌った[2]。

- クリス （クリスティーン・アン・ロルセス Christine Anne Rolseth、のち Mullen）ボーカル、ギター　1952年6月25日生まれ
  - 「ベッツイ&クリス」として活動した後、ハワイで音楽教師として勤務[3]。
  - 2021年2月16日死去[4][5]。68歳没。

## 作品

### シングル
1. 白い色は恋人の色 （1969年10月1日 DENON CD-40）オリコン2位 　作詞: 北山修、作曲: 加藤和彦
（c/w）　パピルスの船に乗って
2. 花のように （1970年2月10日 同上CD-50）オリコン9位 　作詞: 北山修、作曲: 加藤和彦
（c/w）　すてきだったから
3. 恋よさようなら （1970年3月25日 同上CD-61）英語詞　 作詞: ハル・デヴィッド、作曲: バート・バカラック
（c/w）　傷心のジェット
4. 夏よおまえは （1970年6月1日 同上CD-70）オリコン18位　 作詞: 麻生ひろし、作曲: 井上かつお
（c/w）　灯影のふたり
5. 娘は花をまとっていた （1970年7月25日 同上CD-80）オリコン96位　 作詞: 増永直子、作曲: 海野こうじ
（c/w）　僕の中の君
6. ホワイト・クリスマス （1970年11月 DENON INTERNATIONAL  CD-93）英語詞　 作詞、作曲: アーヴィング・バーリン
（c/w）　きよしこの夜
7. 美しいものたちよ（1970年11月25日 DENON CD-96）　 作詞: 北山修、作曲: 加藤和彦
（c/w）　北国の恋歌
8. ふたりだけの島 （1971年3月25日同上CD-106）　 作詞: 麻生ひろし、作曲: 海野こうじ
（c/w）　春のコンチェルト
9. 子供たちよ（1971年8月 DENON INTERNATIONAL CD-1005）　 作詞: 片桐和子、作曲: 海野こうじ
（c/w）　夕暮のふたり
10. つばめ（1972年1月10日 同上CD-1013-IN）作詞: 片桐和子、作曲: 海野こうじ
（c/w）　みち
11. 今日からは想い出 （1972年7月10日 同上CD-1021-IN）　 作詞: 石津善之、作曲: 今井久
（c/w）　恋する娘たち
12. 美しい星 （1972年12月 MGM DM-2501）　 作詞: 山上路夫、作曲: 村井邦彦
（c/w）　海に逢いたい
13. 幸せを手のひらに （1973年5月 同上DM-2507）　 作詞: 石津善之、作曲: 利根常昭
（c/w）　サヨナラを残して

### コンパクト盤
- ベッツイ＆クリスをあなたにvol.1 （1970年11月 DENON CD-3004）
- ベッツイ＆クリスをあなたにvol.2 （1971年2月 同上CD-3012）

### アルバム
- フォーク・アルバム （1970年2月25日 DENON CD-4013, CD: 2007年4月18日COCA-71131）
- ベスト・オブ・ベッツイ&クリス （1970年 同上CD-4019）
- ベッツィ&クリス・オン・ステージ （1970年11月 同上CD-7007）
- フォーク・アルバム第2集 （1971年 同上CD-7010）
- ワンダフル・ワールド・オブ・アロハ （1971年 同上CD-7014）
- 日本の詩(1971年7月 同上CD-7017)
- 素晴らしきクール・フォークの世界 （1971年 同上CD-4040/1）
- ゴールデン・ヒッツ（1973年　MGM MM-2504, CD: 1995年9月1日POCH-1522）
- リサイタル―B・Cとその仲間たち―（1973年9月 同上MM-2507, CD: 1995年9月1日 POCH-1523, 2007年4月11日 ユニバーサルミュージックUPCY-6389 ）
- ベスト・オブ・ベッツイ & クリス （CD: 1994年5月21日　日本コロムビア COCA11610, 1970年アルバムと別内容）
- GOLDEN☆BEST ベッツイ&クリス（CD: 2009年1月21日 同上COCP-35361, 2007年4月11日 COCP-40708）